# 민집게벌레
민집게벌레는 민집게벌레과에 속하는 곤충이다.
몸길이 20mm, 몸색깔은 흑갈색이고 광택이 나며 다리는 황갈색이다. 몸은 길며 뒤쪽에서 약간 넓어지고 마지막 배마디에서 가장 넓어진다.
날개는 없으며 잡식성이다. 어른벌레는 알이나 유충을 보호하는 습성이 있다. 2령 이상의 유충은 독립하여 생활하고 4~5령을 거쳐 성충이 된다. 배 끝 꼬리집게는 둥글며 안으로 휘어져 있다. 야행성으로 낙엽 밑이나 썩은 나무 안, 정원 등에서 살지만 습하고 따뜻한 곳을 찾아 인간의 집으로 들어오기도 한다. 인간에게 해를 끼치지 않는다.
애흰수염집게벌레와 함께 흔한 가주성 집게벌레이다.